# محوطه بونی گز
محوطه بونی گز مربوط به سده‌های ۱۲ و ۹ ه.ق است و در شهرستان فریمان، بخش مرکزی، روستای فرهاد گرد واقع شده و این اثر در تاریخ ۱۷ مرداد ۱۳۸۳ با شمارهٔ ثبت ۱۱۰۲۴ به‌عنوان یکی از آثار ملی ایران به ثبت رسیده است.